# Klæbu
Klæbu – norweskie miasto i gmina leżąca w okręgu Trøndelag.
Klæbu jest 340. norweską gminą pod względem powierzchni.

## Demografia
Według danych z roku 2005 gminę zamieszkuje 5279 osób. Gęstość zaludnienia wynosi 28,48 os./km². Pod względem zaludnienia Klæbu zajmuje 185. miejsce wśród norweskich gmin.
| ludność stan na 1 stycznia 2005 |         |           |       |
|                                 | kobiety | mężczyźni | razem |
| osób                            | 2687    | 2592      | 5279  |
| %                               | 50,9%   | 49,1%     | 100%  |

| wykształcenie stan na 1 października 2004 |        |         |        |        |
|                                           | podst. | średnie | wyższe | niezn. |
| osób                                      | 623    | 2344    | 786    | 80     |
| %                                         | 16,25% | 61,15%  | 20,51% | 2,09%  |

## Edukacja
Według danych z 1 października 2004:
- liczba szkół podstawowych (norw. grunnskolar): 3
- liczba uczniów szkół podst.: 958

## Władze gminy
Według danych na rok 2011 administratorem gminy (norw. rådmann) jest Olaf Løberg, natomiast burmistrzem (norw. ordfører, d. borgermester) jest Jarle Martin Gundersen.